# 李清 (1965年3月)
李清（1965年3月—），女，汉族，河北丰宁人，中华人民共和国政治人物。中共天津市委党校研究生学历。曾任中共天津市西青区委书记，现任天津市人大常委会副秘书长、办公厅主任。中共十九大代表、中共二十大代表。